# Amédée Pommier
Pour les articles homonymes, voir Pommier (homonymie).
Victor Louis Amédée Pommier, né à Vaise (actuellement Lyon) le 20 juillet 1803 et mort à Paris VIIe le 15 avril 1877 est un homme de lettres et poète français.

## Biographie
Venu de bonne heure à Paris, après de brillantes études au collège Bourbon, Amédée Pommier commença par coopérer à la Collection de classiques latins de Nicolas-Éloi Lemaire, en préparant des notes, revoyant des textes et collationnant des manuscrits.
Il prit part à la rédaction de la Semaine, gazette littéraire, fondée en 1824 sous la direction de Victorin et Auguste Fabre et de Villenave Père, et y inséra divers articles de critique et quelques morceaux de poésie. En 1826, il entreprit, comme éditeur, la publication d'une Collection de classiques latins, avec la traduction française en regard, mais il n'en publia que deux ou trois auteurs, dont les Commentaires de César, traduction de Toulangeon, revue par l'éditeur. Il donna en 1827 une traduction de Cornélius Népos à la Bibliothèque latine-française de Panckoucke, et traduisit, pour la même collection, le Dialogue sur la vieillesse de Cicéron.à la poésie. Dans les années 1827-1829, il obtint plusieurs prix de poésie aux Jeux-Floraux de Toulouse, et publia par la suite les pièces couronnées dans son premier recueil de vers. Il occupa la chaire de littérature à l'Athénée royal dans l'hiver de 1828-1829. Un mémoire de lui obtint l'accessit dans le concours ouvert en 1830 par la Revue de Paris sur cette question : « Quelle a été l'influence du gouvernement représentatif sur notre littérature et sur nos mœurs ? » Le rapport disait : « Ce discours, d'un esprit élevé, qui a paru s'éloigner trop souvent de la question proposée, est plein des souvenirs d'une instruction solide que fait valoir encore un style facile et correct. »
En 1847, il remporta le prix de poésie décerné par l'Académie française, dont le sujet était la découverte de la vapeur. L'année suivante, la même classe de l'Institut lui décerna une médaille de 1 400 fancs pour sa pièce (non imprimée) sur l'Algérie ou la Civilisation conquérante. En 1849, il obtint à la fois le prix d'éloquence pour l'éloge d'Amyot et le prix de poésie pour la mort de l'archevêque de Paris, coïncidence assez rare dans les fastes académiques et qui lui valut la décoration, sur la proposition d'Alfred de Falloux, alors ministre de l'instruction publique.
Le 8 septembre 1880, en réponse à l'envoi de son dernier livre, Gustave Flaubert lui écrit : « Vos Colifichets sont des joyaux Je me suis rué dessus. J’ai lu le volume tout d’une haleine. Je l’ai relu. Il reste sur ma table pour longtemps encore. Partout j’ai retrouvé l’exquis écrivain des Crâneries, des Océanides et de l’Enfer. Je vous connais et depuis longtemps je vous étudie. Il n’est guère possible d’aimer le style sans faire de vos œuvres le plus grand cas. Quelles rimes ! Quelle variété de tournures ! Quelles surprises d’images ! C’est à la fois clair et dense comme du diamant. Vous me semblez un classique dans la meillemot. […] Il faut être fort comme un cabire pour avoir de ces légèretés-là. Vous m’avez fait rêver délicieusement avec l’Égoïste et la Chine. Le Géant m’a « transporté d’enthousiasme ». L’expression, quoique banale, n’est pas trop forte ; je la maintiens. — Les œuvres d’art qui me plaisent par-dessus toutes les autres sont celles où l’art excède. J’aime dans la peinture, la Peinture ; dans les vers, le Ves. Or, s’il fut un artiste au monde, c’est vous. Tour à tour, vos êtes abondant comme une cataracte et vif comme un oiseau. Les phrases découlent de votre sujet naturellement et sans que jamais on voie le dessous. Cela étincelle et chante, reluit, bruit et résiste. […] Je vous aime encore parce que vous n’appartenez à aucune boutique, à aucune église, parce qu’il n’est question, dans votre volume, ni du problème social, ni des bases [de la société], etc.. »

## Principales publications
- La Pile de Volta, recueil d'anecdotes publié par un partisan de la littérature galvanique (1831)
- Poésies (1832)
- La République, ou le Livre du sang (1836)
- Les Assassins sans le savoir, drame en 1 acte (1837)
- Océanides et fantaisies (1839) Texte en ligne
- Crâneries et dettes de cœur (1842) Texte en ligne
- Colères (1844) Texte en ligne
- Les Russes (1854)
- L’Enfer (1856)
- De l'Athéisme et du déisme (1857)
- Colifichets, jeux de rimes, avec les sonnets sur le Salon de 1851 (1860)
- Paris, poème humoristique (1866)
- Quelques vers pour elle, poésie intime (1877)

## Source
- Notice dans Histoire de la littérature française au XIXe siècle de Frédéric Godefroy (1826-1897), sur GoogleBooks